# Raphael Lemkin
Raphael Lemkin, oprindelig Rafał (født 24. juni 1900 i Bezwodene i Det Russiske Kejserrige, død 28. august 1959 i New York City i USA) var en advokat af polsk-jødisk herkomst, som er kendt for sit arbejde mod folkemord og skabte betegnelsen "genocide" i 1944.
I 1947 arbejdede han med en lovtekst for FN om straf for folkemord. Teksten blev vedtaget af FN's generalforsamling i 1948.